# Аралтуз
Аралту́з (каз. Аралтұз — букв. Арал соль) — казахстанская горнодобывающая компания, производитель пищевой и технической соли. Производственные мощности расположены в посёлке Жаксыкылыш Кызылординской области Казахстана, штаб-квартира — в городе Алма-Ата. Крупнейшая соляная компания Казахстана и одна из крупнейших в СНГ, занимает до 70 % рынка страны. Полное название компании — акционерное общество «Аралтуз» (каз. «Аралтұз» акционерлік қоғамы).

## История
Впервые разработка поваренной соли из приаральского озера Жаксыкылыш началась в 1913 году, чему способствовало развитие рыболовства на Аральском море. Добыча соли в промышленных масштабах началась в 1925 году с образованием предприятия «Соль-артель». С течением времени «Соль-артель» расширилась до комбината «Аралсульфат», поставлявшего 600 тысяч тонн соли в год в республики Советского Союза. Кроме того, здесь также велась добыча сульфата натрия из озера, что дало название местному посёлку — Аралсульфат. Производство сульфата натрия прекратилось в 1963 году.
После распада СССР комбинат был приватизирован, и в 1994 году на его базе было образовано АО «Аралтуз».
В 2012 году предприятие было выкуплено казахстанскими бизнесменами Аблаем Габжалиловым и Дауреном Мукашевым, ранее занимавшим пост директора по продажам группы ENRC.

## Деятельность
Компания использует месторождение Жаксыкылыш, запасы которого оцениваются в 16 миллион тонн (по другим данным — 40 миллион тонн), и состоящего из двух бассейнов — Северного и Южного. По состоянию на 2019 год добыча ведётся на Южном бассейне месторождения. Ежегодный объём добываемой продукции составляет 550 тысяч тонн. Мощности компании позволяют увеличить добычу до 1 миллиона тонн.
Аралтуз — единственный производитель йодированной соли в Казахстане. Компания производит фасованную пищевую соль крупного и мелкого помолов, запечатанную соль в тубусах-солонках, техническую соль, соль для животных (лизунцы). Более 75 % продукции компании отправляется на экспорт в Россию (под брендом «Славяночка»), Кыргызстан, Азербайджан, Украину, Грузию и Узбекистан. В России компания занимает до 16 % рынка. Потребителями технической соли компании в Казахстане являются «АрселорМиттал Темиртау», «Казахмыс», «Казфосфат», «Костанайские минералы», «Казахойл Актобе», Актюбинская ТЭЦ, Балхашская ТЭЦ, Жезказганская ТЭЦ и другие. В процентном соотношении 60 % продукции — пакетированная пищевая соль, 25 % — техническая и прочая продукция (соль для нужд животноводства, соль в тубусах-солонках) — 15 %.
Процесс восстановления отработанного соляного слоя составляет 25-30 лет, что позволяет вести бесперебойное производство.
АО «Аралтуз» — районообразующее предприятие Аральского региона, число работающих на 2019 год — 1200 человек. Компания обслуживается железнодорожной станцией «Аральское Море» в городе Аральске по 15-километровой железнодорожной ветке.

## Перспективы

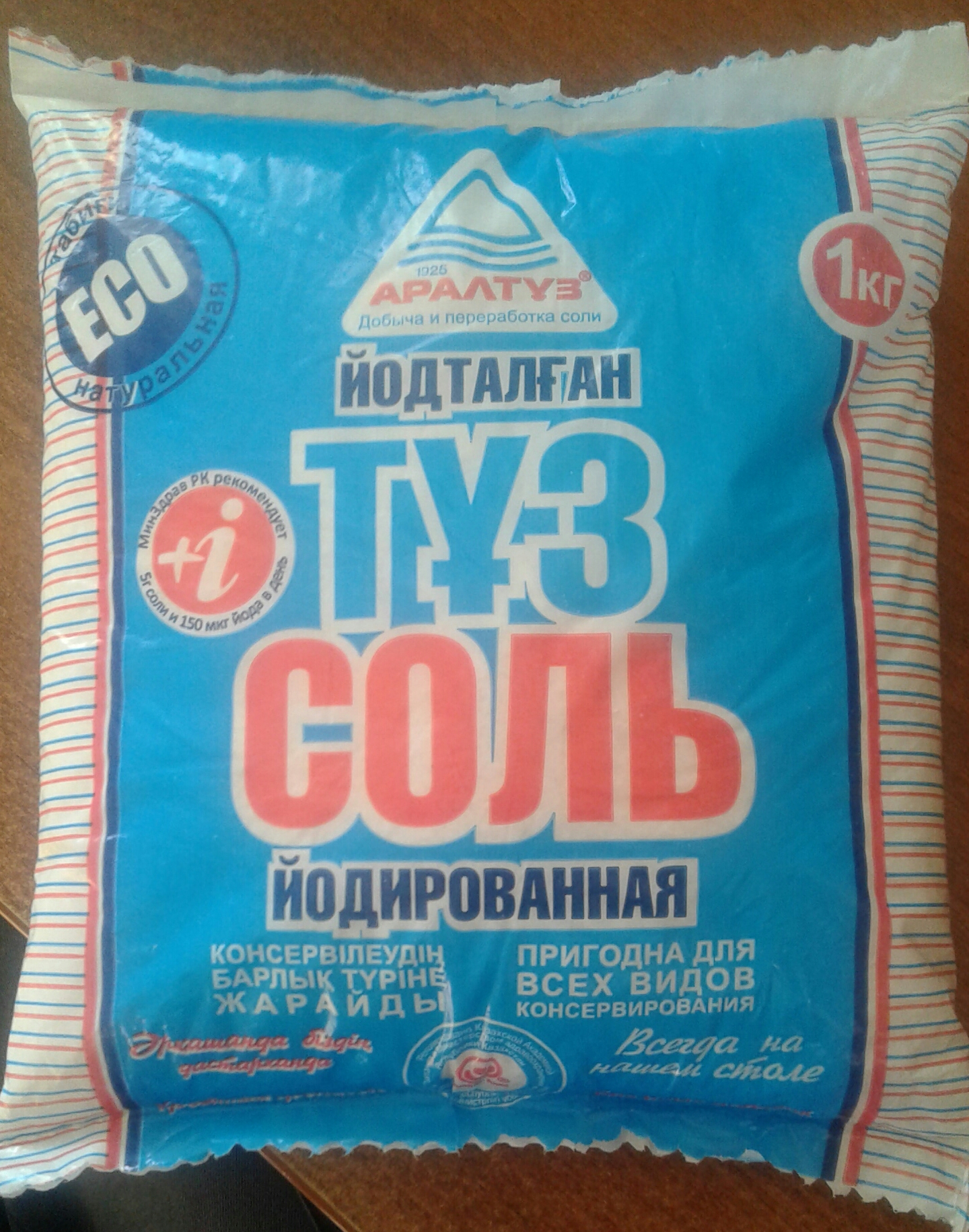
Пачка соли

В 2017 году между АО «Аралтуз» и китайской компанией Qinghai Desheng Soda Ash Industrial Co. Ltd подписано соглашение о строительстве завода по производству кальцинированной соды мощностью 300 тысяч тонн в год в регионе Жаксыкылыш, что дополнительно создаст 700 рабочих мест. Сумма инвестиций составит 87,5 млрд тенге. Из-за отсутствия собственного производства потребность Казахстана в кальцинированной соде полностью покрывается за счёт импорта из России (АО «Башкирская содовая компания», Стерлитамак).

## Владельцы и руководство
100%-м акционером компании по состоянию на август 2018 года является ТОО «Соляная индустрия».
- председатель совета директоров — Аблай Габжалилов
- член совета директоров — Даурен Мукашев (одновременно директор ТОО «Соляная индустрия»)
- президент — Айдынбек Тауасаров